# René Philippon
Pour les articles homonymes, voir Philippon.
Ne doit pas être confondu avec René Philipon.
René Philippon (Saint-Saulge, 20 octobre 1891 - Saint-Valery-en-Caux, 2 septembre 1972) est un éditeur français du milieu du XXe siècle, qui dirigea la maison d'édition Armand Colin et fut président du Syndicat des éditeurs.

## Biographie
Traducteur de l'œuvre d'Edward Bulwer-Lytton, éditeur chez Armand Colin, il est l’adjoint du fondateur de la maison d'édition. Lorsque le successeur de ce dernier, Max Leclerc, décède le 6 juin 1932, il devient le cogérant, à l'âge de 41 ans. Puis il devient président du Cercle de la Librairie, dont le siège se trouve déjà au 117, boulevard Saint-Germain. Il préside très vite aussi le Syndicat des éditeurs et soutient les efforts de l'organisation patronale pour revenir sur la loi des 40 heures du Front populaire. 
Dès le 25 juillet 1940, démobilisé, il prit contact avec les autorités allemandes, accompagné de Bernard Grasset, président de la section de littérature générale du syndicat, pour discuter de l'avenir du secteur, alors que l'armée d'occupation multiplie les visites et les perquisitions inopinées dans les librairies. 
Au poste de président du Cercle de la Librairie, il a signé une convention d’auto-censure avec l'occupant pendant la deuxième guerre mondiale, réglant les modalités de la Censure sous l'occupation allemande en France. Le texte édicte que les éditeurs sont libres de publier, à condition de censurer eux-mêmes tout ce qui est susceptible de nuire aux intérêts allemands. Jusqu’en avril 1942, cette convention a permis de poursuivre l'édition d'une partie des livres, les autorités allemandes en profitant pour déclarer que c’était les éditeurs eux-mêmes qui avaient « assaini » leur littérature. René Philippon déclare alors que "ces dispositions (les interdictions), qui ne créent pas de graves problèmes à l'édition française, selon moi, font grandir la pensée française".
Dès le 7 mars 1942, il adresse une circulaire à autres éditeurs leur demandant de ne plus publier de livres à tort et à travers sous prétexte que tout se vend, et de s'en tenir à choisir ceux qui s’imposent ou que le public demande : « Les éditeurs qui nous seraient signalés par la Propaganda Abteilung comme ne s’étant pas pliés à cette discipline se verront rayés de la liste des bénéficiaires des distributions de papier », explique la circulaire. 
René Philippon, à qui l'on reprochera son attitude à la Libération, se défendra devant la Commission d'épuration. Il est déféré devant les tribunaux en tant que président du Syndicat des éditeurs, cité à comparaître sous l’accusation d’atteinte à la sécurité de l’État. Roger Bridoux, maire-adjoint du VIe arrondissement, qui était employé par René Philippon chez Armand Colin, témoigne que de nombreuses réunions de résistants se sont tenues à la Librairie Armand Colin. La cour de Justice l’acquitte, mais il est remplacé au Syndicat des éditeurs par Jacques Rodolphe-Rousseau (Librairie générale de Droit et de Jurisprudence). En peu de temps, la maison Armand Colin redore son blason grâce à de nouveaux ouvrages et de nouveaux auteurs.